# 사누키사이다역
사누키사이다역(일본어: 讃岐財田駅)은 일본 가가와현 미토요시에 있는 시코쿠 여객철도 도산 선의 역이다. 역 번호는 D18이며, 단선 · 섬식 혼합 형태 구조를 갖춘 복합 철도 역사이다.

## 타는 곳
| 1 | ■ 도산 선 | (상행) | 고토히라 · 다도쓰 · 다카마쓰 방면 | 통상은 이 승강장    |
| 1 | ■ 도산 선 | (하행) | 쓰쿠다 · 아와이케다 · 오보케 방면 | 통상은 이 승강장    |
| 2 | ■ 도산 선 | 하행   | 쓰쿠다 · 아와이케다 · 오보케 방면 | 엇갈림을 할때       |
| 3 | ■ 도산 선 | (상행) | 고토히라 · 다도쓰 · 다카마쓰 방면 | 특급의 대피를 할 때 |
| 3 | ■ 도산 선 | (하행) | 쓰쿠다 · 아와이케다 · 오보케 방면 | 특급의 대피를 할 때 |

## 이용 현황
| 연도 | 하루 평균 승차 인원 |
| 2008 | 47명                |
| 2009 | 37명                |
| ---- | ------------------- |

## 역 주변
- 국도 제32호선
- 미토요 시청 사이타 지소

## 역사
- 1923년 5월 21일 : 개업.
- 1985년 2월 1일 : 무인역화.
- 1987년 4월 1일 : 민영화에 의해, 시코쿠 여객철도로 이관.

## 인접 정차역
| 시코쿠 여객철도 도산 선   | 시코쿠 여객철도 도산 선 | 시코쿠 여객철도 도산 선 |
| ------------------------- | ----------------------- | ----------------------- |
| D 17 구로카와 다도쓰 방면 | 도산 선                 | 쓰보지리 D 19 고치 방면 |